# Dub uherský u Palaty
Dub uherský u Palaty je památný nejmohutnější dub uherský, nebo správněji dub balkánský (Quercus frainetto), v Praze. Roste na Smíchově v zahradě patřící k ústavu nazývanému dnes Palata – Domov pro zrakově postižené, před hlavní budovou po pravé straně cesty od vstupu z ulice Na Hřebenkách. Strom je pro svůj vzrůst a rozložitou korunu dominantou zdejšího anglického parku, zvláště na podzim, kdy se jeho listy nádherně vybarvují. Byl vysazen ještě před rokem 1890, kdy se tu začala stavět novorenesanční budova slepeckého ústavu.

## Základní údaje
- rok vyhlášení: 2011
- odhadované stáří: asi 160 let (v roce 2016)
- obvod kmene: 335 cm (2010)[3]
- výška: 24 m (2010)
- šířka koruny: 28 m (2016)

## Stav stromu
Kmen je mírně nakloněný, díky dostatku místa pěkně rozvětvený do šířky. Stav je hodnocen jako výborný.

## Další zajímavosti
Název lokality Palata připomíná dobu, kdy byly jižní svahy Strahova na pokyn Karla IV. osázeny vinnou révou (latinské palatinum označuje královský majetek, tedy královskou vinici). Později tu vzniklo několik viničních usedlostí. Jedna z nich, nazvaná Horní Palata, se zachovala a její budova je kulturní památkou. Na pozemcích na svahu pod ní je nynější domov pro zrakově postižené.
Dub uherský či balkánský není v české přírodě příliš rozšířený, byl vysazován spíše jako okrasný strom díky tvaru a barvě listů a pro svůj mohutný vzrůst. V Praze je další památný dub uherský u Italské ulice, ten ale roste ve stísněnějších podmínkách.
Asi 200 m od dubu uherského u Palaty je za plotem zahrady rodinného domu pozoruhodný dub letní v ulici Nad Výšinkou, a dalších 200 m dál je ve Švédské ulici autobusová zastávka pražské MHD Hřebenka.